# Ärland Noreen
Ärland Noreen, född 18 februari 1888 i Uppsala, död 14 september 1970 i Stockholm, var en svensk arkitekt. 

## Liv och verk
Ärland Noreen var son till professor Adolf Noreen och Emilia, född Rosell. Han var gift första gången 1911–1934 med tandläkaren Fanny Stéenhoff (1888–1968) och andra gången den 22 juli 1934 med Elsa Örtenblad (1903–1991). Han var bror till språkforskaren Erik Noreen.
Ärland Noreens far var en av tillskyndarna till 1901 års nystavningsreform och propagerade för fonetisk stavning, vilket återspeglas i stavningen av sonens förnamn.
Noreens studerade vid Kungliga Tekniska Högskolan 1906–1910 och vid Kungliga Konsthögskolan 1910–1913. Från 1913 var han verksam som praktiserande arkitekt, först med egen verksmhet, men år 1925 knöts han till Kungl Byggnadsstyrelsens kulturhistoriska byrå och var från 1927 dess intendent och chef. Noreen anlitades särskilt som restauratör av kyrkor och andra kulturhistoriska byggnader
Noreen har som restaureringsarkitekt varit kopplad till bevarandet av ett stort antal äldre svenska byggnader; Venngarns slott, Strängnäs biskopsgård, Drottninghuset i Stockholm, Läckö slott samt ett hundratal kyrkor runt om i landet. Han var arkitekt vid om- och tillbyggnaden av Nikolai folkskola 1931 vid Svartmangatan i Stockholm, nybyggnaden av Göteborgs stadsbibliotek 1954 (numera Göteborgs universitetsbibliotek) och Köpings kyrka i Köpingsvik på Öland. Han ritade Norrby skyddshem.
Han var också flitig spexförfattare och gav ut valda texter i två diktsamlingar. Hans text "Koskällan", en satirisk travesti på Tennysons Nyårsklockan, fanns med i KTH-spexet "Theoderik den Store" 1947, och har sedan använts i en del lokalrevyer.
Ärland Noreen är begravd på Ärtemarks kyrkogård.

## Bilder

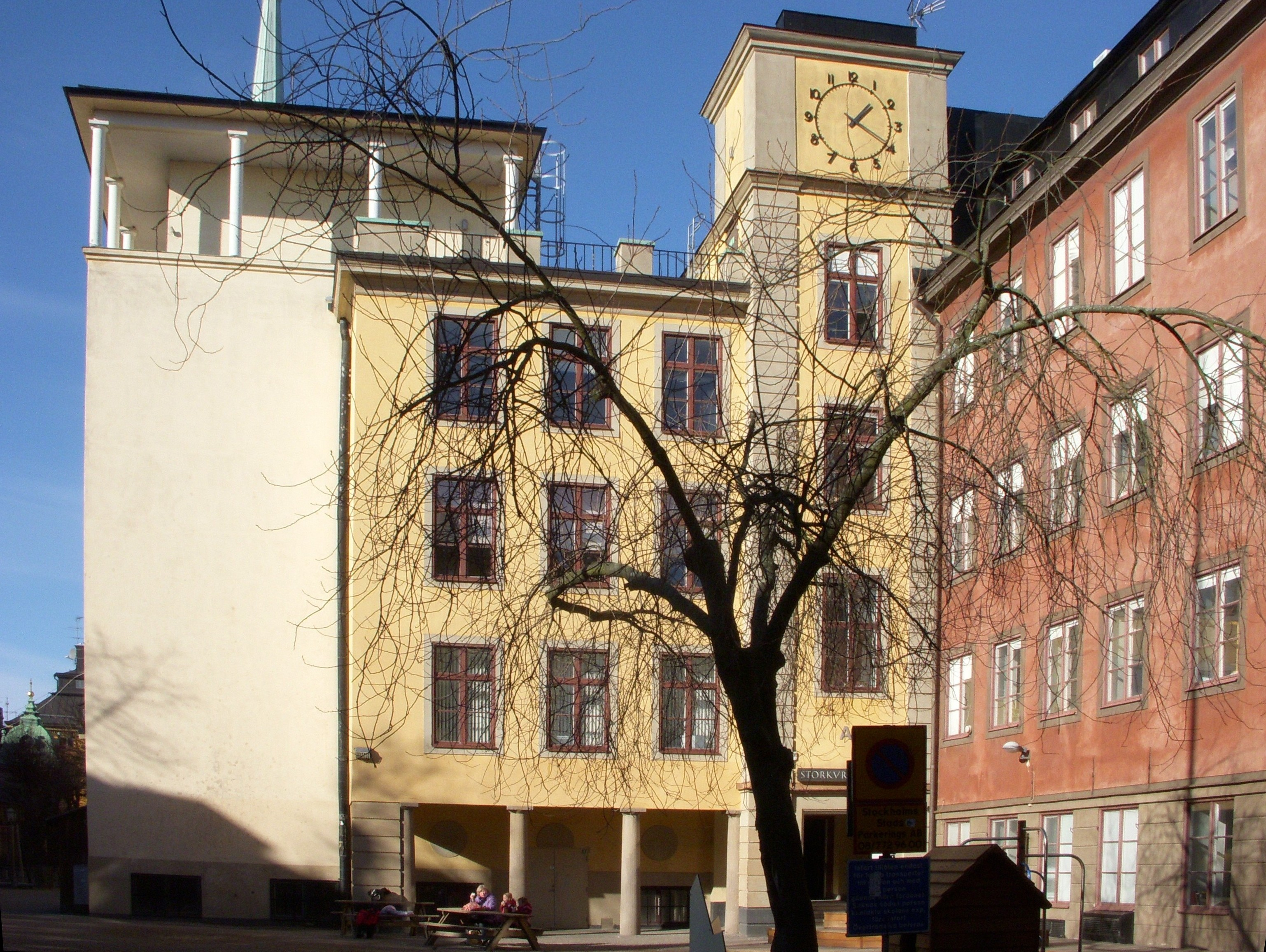
Nikolai folkskola
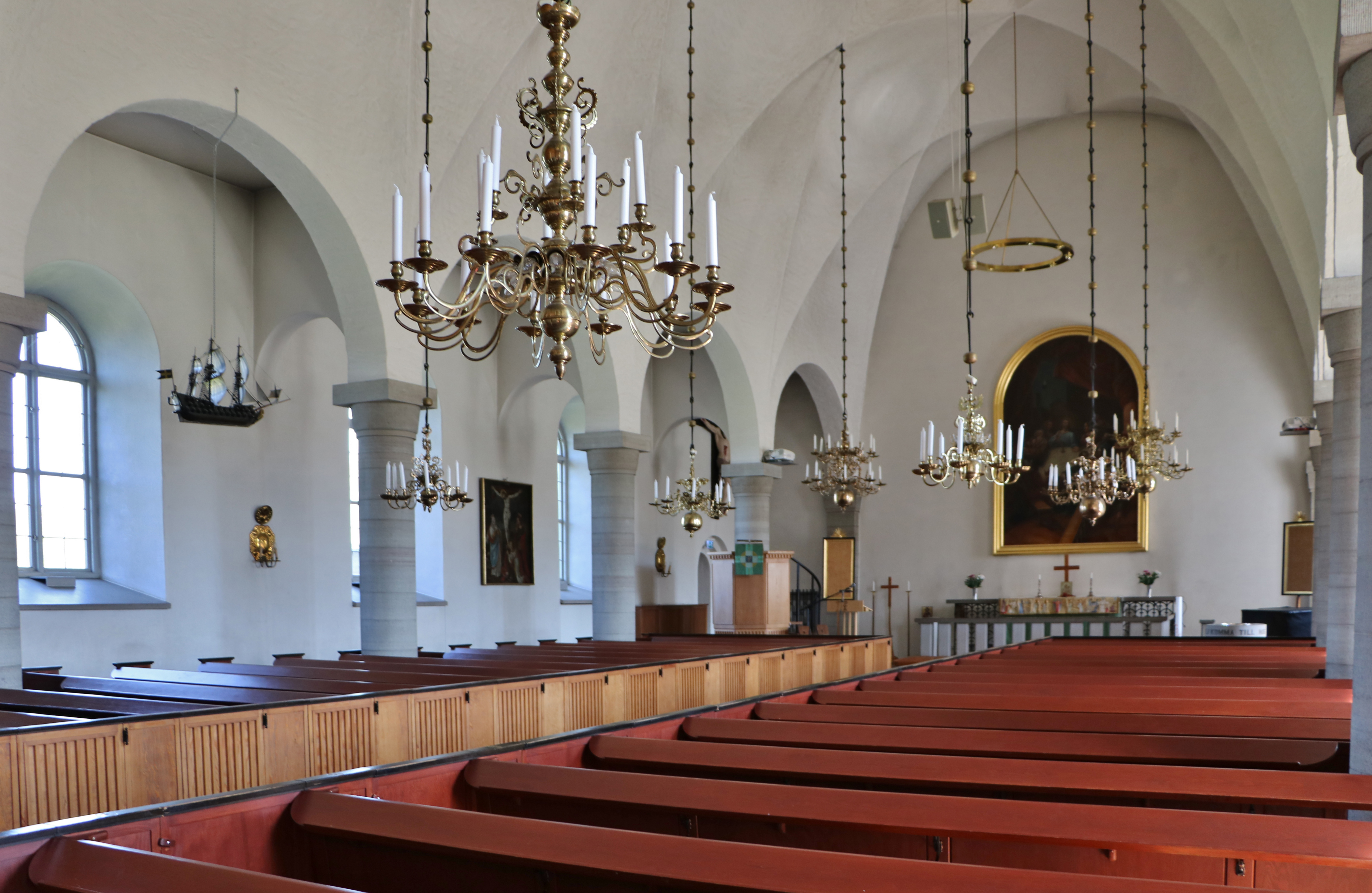
Köpings kyrka
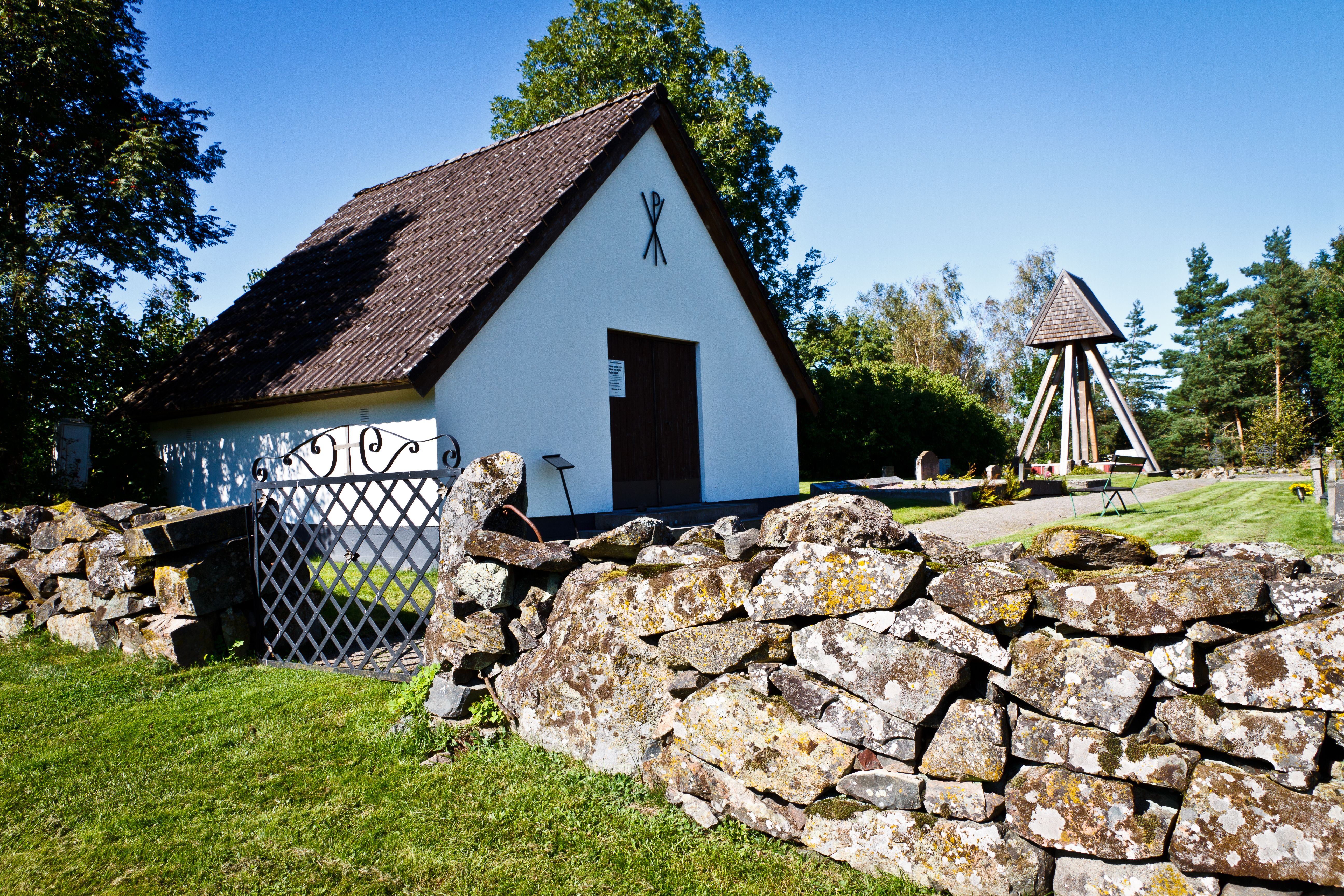
Tydje kapell
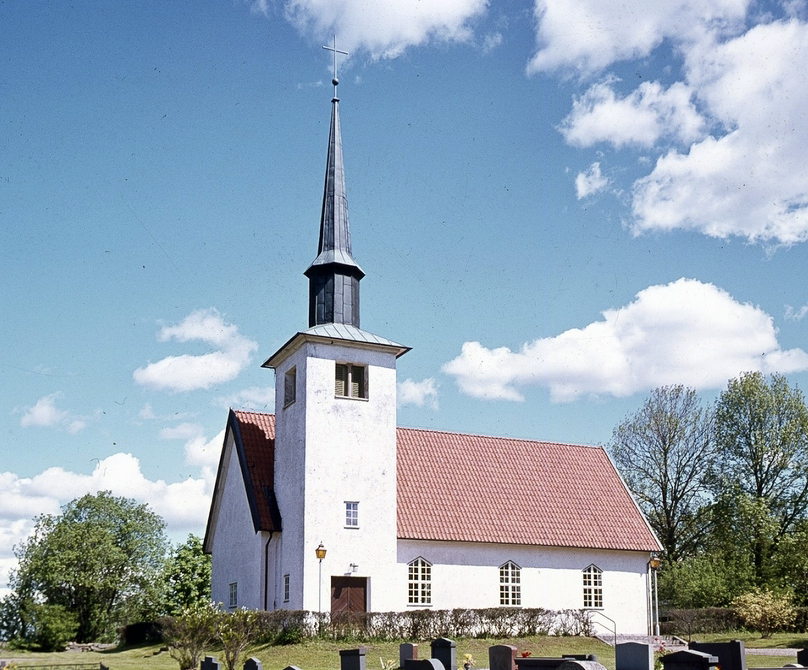
Möne kyrka
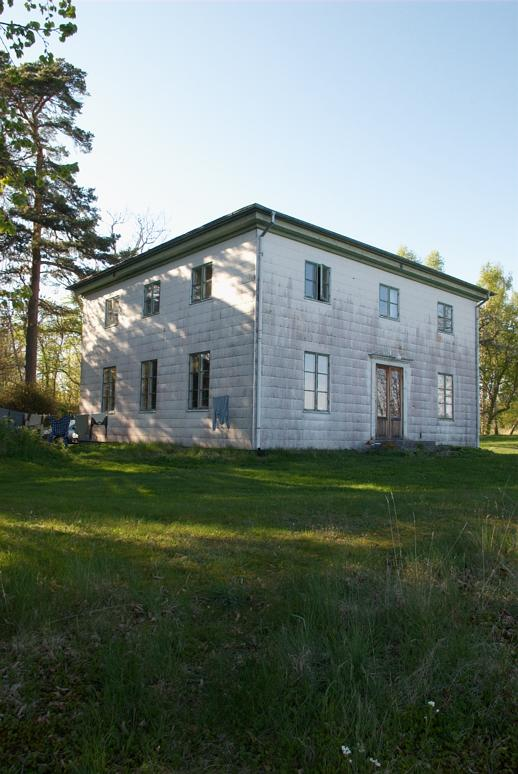
Hvita hjorten, Läckö